# 東大阪市立森河内小学校
東大阪市立森河内小学校（ひがしおおさかしりつ もりかわちしょうがっこう）は大阪府東大阪市森河内東一丁目にある公立小学校。

## 概要
- 明治時代から存在する歴史ある学校である。
- 大阪市と東大阪市の間に位置している。

## 沿革
- 1889年（明治22年） - 高井田小学と稲田小学が合併し、高井田尋常小学校となる。
- 1893年（明治26年） - 村立となり、「森河内村立森河内尋常小学校」となる。
- 1907年（明治40年） - 義務教育開始に伴い、「高井田尋常高等小学校」となる。
- 1933年（昭和8年） - 「布施第四尋常小学校」となる。
- 1935年（昭和10年）2月4日 - 「布施第五尋常小学校」となる。
- 1941年（昭和16年） - 国民学校令により、「布施市布施第五国民学校」となる。
- 1947年（昭和22年） - 学制改革により、「布施市立第五小学校」となる。
- 1955年（昭和30年） -  鉄筋の校舎へ建て替えられる。
- 1967年（昭和42年） - 「東大阪市立森河内小学校」となる。
- 2005年（平成17年） - 二期制が開始される。

## 行事
- 4月　入学式
- 6月　運動会
- 7月　林間学舎（5年）
- 9月　遠足（2年）、森小まつり
- 10月　遠足（1年）
- 11月　校内音楽会
- 3月　卒業式

## 交通
- Osaka Metro中央線 高井田駅
- JRおおさか東線 高井田中央駅
- JR学研都市線放出駅徒歩10分。